# 朱符
朱符（?—?），东汉末年官员，朱儁之子。弟弟是被笮融杀害的豫章太守朱皓。
朱符在汉灵帝后期到漢獻帝初年任交趾（包括今广东省、广西壮族自治区、越南北部）刺史，被当地夷人所杀，交趾刺史部所属郡县扰乱。另有一说是朱符对百姓横征暴敛，导致百姓和山贼造反，朱符逃入海而亡。交阯郡太守士燮表奏弟弟士壹领合浦郡太守，次弟徐闻令士䵋领九真郡太守，士䵋弟士武，领南海郡太守。朱符死后，东汉朝廷派遣张津为交州刺史，并把交趾刺史部改为交州刺史部。张津后又被他的属将区景所杀。